# Ostrošinci
Ostrošinci  su naselje u Hrvatskoj, regiji Slavoniji u Osječko-baranjskoj županiji i pripada općini Podgoraču.

## Zemljopisni položaj
Ostrošinci se nalaze na 169 metara nadmorske visine na sjevernim obroncima Krndije. Susjedna naselja: zapadno Kršinci, sjeverozapadno Stipanovci, sjeverno Podgorač, sjeveroistočno Razbojište te istočno Bučje Gorjansko i južno Podgorje Bračevačko naselja u susjednoj općini Drenje. Pripadajući poštanski broj je 31433 Podgorač, telefonski pozivni 031 i registarska pločica vozila NA (Našice). Površina katastarske jedinice naselja Ostrošinci je 9, 96 km·102.

## Stanovništvo
| broj stanovnika | 164   | 169   | 221   | 260   | 318   | 322   | 357   | 399   | 366   | 377   | 339   | 309   | 218   | 190   | 129   | 95    | 90    |
|                 | 1857. | 1869. | 1880. | 1890. | 1900. | 1910. | 1921. | 1931. | 1948. | 1953. | 1961. | 1971. | 1981. | 1991. | 2001. | 2011. | 2021. |

U 1857. i 1869. dio podataka sadržan je u naselju Podgorač. Prema prvim rezultatima Popisa stanovništva 2011. u Ostrošincima je živjelo 97 stanovnika u 36 kućanstva.

## Religija
U selu se nalazi rimokatolička kapela Sv. Josipa Radnika koja pripada katoličkoj župi Sv. Nikole Biskupa u Podgoraču i našičkom dekanatu Požeške biskupije. Crkveni god (proštenje) ili kirvaj slavi se 1. svibnja.

## Ostalo
U selu od udruga je aktivno Lovačko društvo Jastreb Ostrošinci koje je nositelj svih važnijih zbivanja. 
Sredinom osamdesetih godina u selu djelovao nogometni klub NK Bratstvo Ostrošinci.

## Vanjska poveznica
- http://www.podgorac.hr/